# Biały Kopiniak
Biały Kopiniak (słow. Biela kôpka) – niewybitna turnia w słowackiej części Tatr Wysokich, położona w grani głównej Tatr. Znajduje się w Koperszadzkiej Grani, północno-wschodniej grani Jagnięcego Szczytu. Od piramidy szczytowej masywu na południowym zachodzie oddziela go Biały Karbik, natomiast od Białej Czuby na północnym wschodzie jest oddzielony Wyżnią Białą Przełączką.
Stoki północno-zachodnie opadają z Białego Kopiniaka do Jagnięcego Kotła w Dolinie Skoruszowej i należą do lewej części północnej ściany Jagnięcego Szczytu. W górnej części są dość łagodne i trawiasto-piarżysto-skaliste, w dolnej podcięte urwistymi skałami. Stoki południowo-wschodnie zbiegają zaś do Doliny Białych Stawów, w kierunku szerokiego trawiastego zachodu. Są prawą częścią północno-wschodniej ściany Jagnięcego Szczytu.
Na Biały Kopiniak, podobnie jak na inne obiekty w Koperszadzkiej Grani, nie prowadzą żadne znakowane szlaki turystyczne. Najdogodniejsze drogi dla taterników wiodą na szczyt z sąsiednich przełęczy i są łatwe (0+ w skali UIAA).
Pierwsze pewne wejścia:
- letnie – Samuel Weber i pasterz Michael Mlinárcsik z Rakus, 28 lipca 1890 r.,
- zimowe – Klara Hensch, Valentin Hajts i Gábor Seide, 15 lutego 1926 r.

Być może już wiele wcześniej granią przez Biały Karbik schodzili 9 sierpnia 1793 r. z Jagnięcego Szczytu Robert Townson i przewodnik Hans Gross.